# Джовинаццо
Джовина́ццо (итал. Giovinazzo, на местном диалекте — Scevenazzo) — коммуна в Италии, располагается в регионе Апулия, в провинции Бари.
Население составляет 20 177 человек (2008 г.), плотность населения составляет 469 чел./км². Занимает площадь 43 км². Почтовый индекс — 70054. Телефонный код — 080.
Покровителями коммуны почитаются Пресвятая Богородица (празднование 25 августа), и святой апостол Фома.

## Демография
Динамика населения:

## Администрация коммуны
- Официальный сайт: http://www.comune.giovinazzo.ba.it/